# Il discorso di Fala

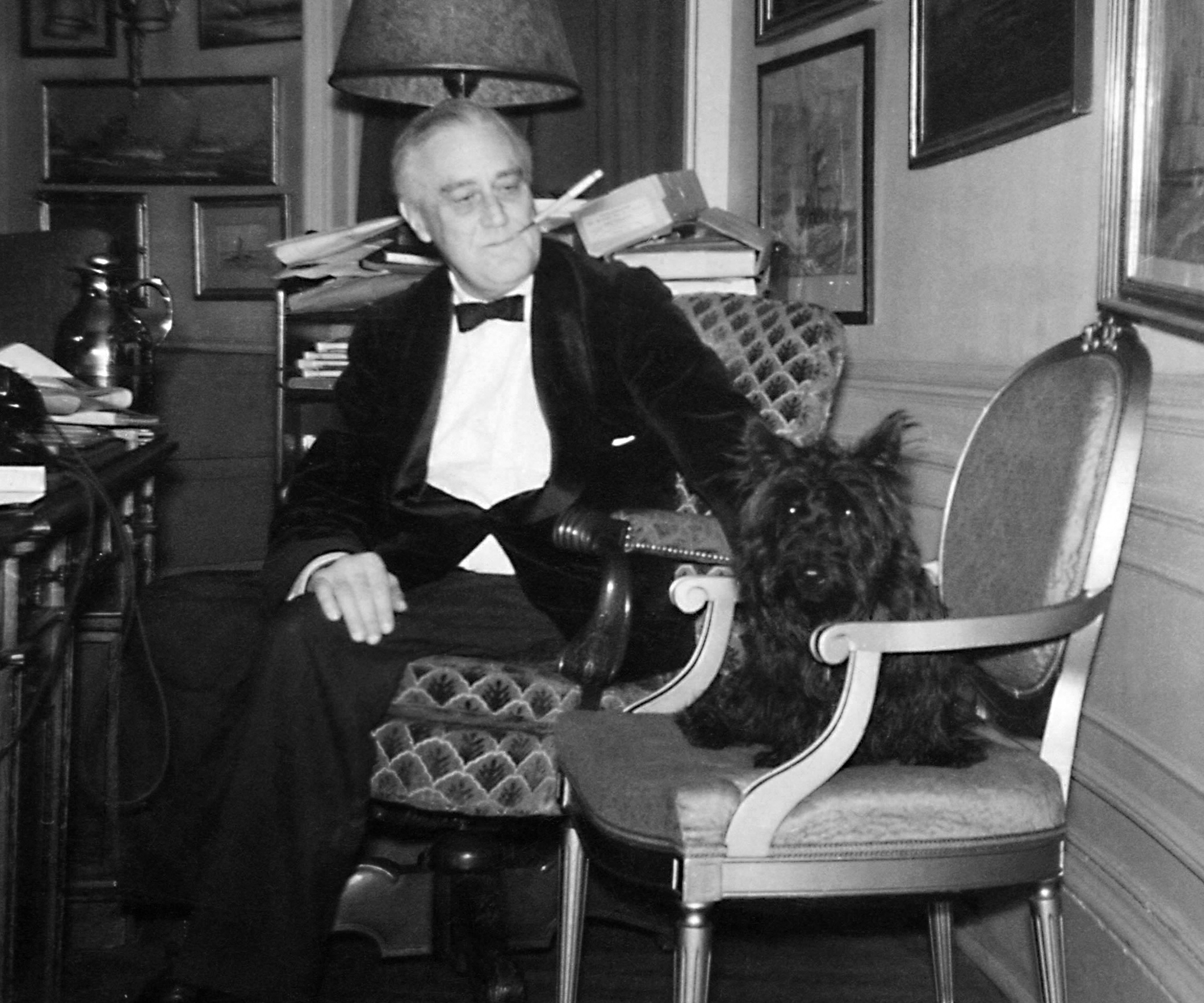
Franklin Delano Roosevelt con Fala alla Casa Bianca (1941)

È passato alla storia come “il discorso di Fala”, una prolusione del presidente statunitense Franklin D. Roosevelt con la quale prese in giro i suoi avversari del Partito Repubblicano, sostenendo che le critiche che gli venivano mosse avrebbero infastidito anche il suo cane, di nome Fala. 
L'idea di girare le accuse dei repubblicani in uno scherzo era stata di Orson Welles. Infatti Welles faceva molta campagna elettorale per Roosevelt e gli mandò occasionalmente idee e frasi che vennero poi incorporate in quelli che Welles definiva come discorsi meno importanti.

## Sintesi del discorso
Una delle idee inviate al presidente da Orson Welles fu, appunto, il "discorso di Fala". Roosevelt ne fu talmente soddisfatto che chiese al suo staff di inserirne una versione finale nel suo primo discorso della campagna elettorale per le elezioni del 1944. 
Il 23 settembre 1944 Roosevelt iniziò la sua campagna presidenziale a Washington parlando ad una cena con il Sindacato Internazionale dei Camionisti. Tenne un discorso di circa mezz'ora, trasmesso anche che tutte le stazioni radio statunitensi.
Nel discorso Roosevelt criticò il Partito Repubblicano ed entrò nel dettaglio delle critiche che gli venivano mosse. Una di queste era di aver dimenticato Fala sulle Isole Aleutine, mentre era in visita, e che avrebbe mandato un cacciatorpediniere della marina per recuperarlo, con costi esorbitanti per i contribuenti. 
Roosevelt dichiarò: «Questi leader repubblicani non si sono accontentati di attaccare me, mia moglie o i miei figli. No, non soddisfatti di questo, ora coinvolgono anche il mio cagnolino, Fala. Bene, di certo, non sono infastidito dagli attacchi e la mia famiglia non lo è, ma Fala sì. Sapete, Fala è scozzese, ed essendo uno scozzese, non appena ha saputo che i romanzieri repubblicani hanno inventato una storia in cui io l'avrei lasciato alle Isole Aleutine e che avrei mandato indietro un cacciatorpediniere per trovarlo - ad un costo per i contribuenti di due o tre, o otto o venti milioni di dollari - la sua anima scozzese si è infuriata. Non è più lo stesso cane da allora. Sono abituato a sentire falsità maliziose su di me... Ma penso che ho il diritto ad infastidirmi, di oppormi, a frasi diffamatorie sul mio cane».
«Il pubblico impazzì, ridendo ed esultando e chiedendo di più» - scrisse la storica Doris Kearns Goodwin  - «E la risata andò oltre la sala del banchetto; si diffuse nei salotti e nelle cucine di tutta la nazione, dove le persone stavano ascoltando il discorso alla radio». 
Lo scherzo su Fala era così divertente, osservò un giornalista, che «persino le più dure facce repubblicane si incrinarono in un sorriso» ..
Dopo la trasmissione Roosevelt chiese a Orson Welles: «Come sono andato? Avevo i tempi giusti?»